# Kiểu dữ liệu mảng
Mảng là một tập hợp các phần tử cố định có cùng một kiểu, được lưu trữ liên tiếp nhau trong các ô nhớ. Kiểu phần tử có thể là có các kiểu bất kỳ: ký tự, số, chuỗi ký tự…; cũng có khi ta sử dụng kiểu mảng để làm kiểu phần tử cho một mảng (trong trường hợp này ta gọi là mảng của mảng hay mảng nhiều chiều).

## Phân loại
Ta có thể chia mảng làm hai loại: mảng một chiều và mảng nhiều chiều.

### Mảng một chiều
Nếu xét dưới góc độ toán học, mảng 1 chiều giống như một vector.
Nếu xét về Turbo Pascal mảng 1 chiều được gọi là mảng để thực hiện với các kiểu dữ liệu khác
+Khai báo mảng một chiều có dạng:
-Cách 1: Khai báo trực tiếp biến mảng một chiều:
var <tên biến mảng>: array[kiểu chỉ số] of <kiểu phần tử>;
-Cách 2: Khai báo gián tiếp biến mảng qua kiểu mảng một chiều:
type <tên kiểu mảng> = array [kiểu chỉ số] of <kiểu phần tử>;
var <tên biến mảng>: <tên kiểu mảng>;
+Nhập dữ liệu:
for <Biến đếm>:=<Chỉ số đầu> to <Chỉ số cuối> do
readln(<Tên mảng>[<Biến đếm>]);
+Xuất dữ liệu:
for <Biến đếm>:=<Chỉ số đầu> to <Chỉ số cuối> do
writeln(<Tên mảng>[<Biến đếm>]);

### Mảng nhiều chiều
Mảng nhiều chiều là mảng có từ 2 chiều trở lên. Điều đó có nghĩa là mỗi phần tử của mảng là một mảng khác.
Người ta thường sử dụng mảng nhiều chiều để lưu các ma trận, các tọa độ 2 chiều, 3 chiều…

## Ứng dụng
Mảng là kiểu dữ liệu được sử dụng rất thường xuyên.
Chẳng hạn người ta cần quản lý một danh sách họ và tên của khoảng 100 sinh viên trong một lớp.
Nhận thấy rằng mỗi họ và tên để lưu trữ ta cần một biến kiểu chuỗi, như vậy 100 họ và tên thì cần khai báo 100 biến kiểu chuỗi. Nếu khai báo như thế này thì đoạn khai báo cũng như các thao tác trên các họ tên sẽ rất dài dòng và rắc rối.
Vì thế, kiểu dữ liệu mảng giúp ích ta trong trường hợp này; chỉ cần khai báo một biến, biến này có thể coi như là tương đương với 100 biến chuỗi ký tự; đó là 1 mảng mà các phần tử của nó là chuỗi ký tự. Hay như để lưu trữ các từ khóa của ngôn ngữ lập trình C, ta cũng dùng đến một mảng để lưu trữ chúng.